# رئیس دفاع هلند
رئیس دفاع هلند (انگلیسی: Chief of Defence) بالاترین مقام نظامی در نیروهای مسلح هلند و مشاور نظامی اصلی وزیر دفاع است. او به نمایندگی از وزیر دفاع، مسئول سیاست عملیاتی، برنامه‌ریزی استراتژیک و آماده‌سازی و اجرای عملیات نظامی انجام شده توسط نیروهای مسلح است. 
رئیس دفاع هلند مسئول ستاد مرکزی و فرمانده مستقیم تمام فرماندهان شاخه‌های نیروهای مسلح هلند است. در این سمت، رئیس دفاع تمام فعالیت‌های ارتش سلطنتی هلند، نیروی دریایی سلطنتی هلند و نیروی هوایی سلطنتی هلند را هدایت می‌کند.